# Szövétnek (folyóirat)
Szövétnek – aradi kulturális szemle. 1997 szeptemberében indította az aradi Alma Mater Alapítvány. Kéthavonként jelenik meg, szerkesztője 2001 februárjáig Réhon József, utána Ilona János, 2006 augusztusától Ujj János. A Vasárnap szellemiségét kívánja folytatni, s a mai világban képviselni az ökuménia szellemét. Főképp az aradiaknak és az Aradról eltávozottaknak szól, kapcsolatot teremtve a szülőföld és a diaszpóra között. Rovataiban (Hitélet, Ifjúság, Oktatás, Helytörténet, Aradi ritkaságok, Művészet és irodalom, Turisztika) a város és a megye eseményeiről, az innen elszármazottakról tudósít, feleleveníti a városhoz és a vidékhez kapcsolódó történelmi, művészeti, irodalmi, sajtótörténeti emlékeket, jeles aradi személyiségek és innen elszármazott tudósok munkájának eredményeit.
Helyet kapnak oldalain a mai aradi tollforgatók (G. Pataky András, Ódry Mária, Szabó Péter, Szép Mária Terézia) írásai, aradi magyar képzőművészek (Babócsik László, Baranyai Ferenc, Brittich Erzsébet, Kett-Groza János, Kocsis Rudolf, Kolumbán Zsolt, Móré-Sághi Annamária, Simó Margit, Steinhübel Zoltán, Szép Zoltán, Takács Mihály, Vitroel Emil) alkotásai, róluk szóló írások, egykori híres aradi sportolók portréi. A Memoár-rovatban aradiak emlékeznek a közeli és távolabbi múltra (Csotó-Nagy Mária, Györffy György, Iliás Aladár, Kövér Gábor, Knapp Antal, Reisinger Johann).
A kétévenként megrendezett Öregdiák-találkozók alkalmával Szövétnek-esteket szerveznek, ahol szorosabbra fűzik a kapcsolatokat olvasóikkal.